# Háromdimenziós televíziózás
A háromdimenziós televízió olyan tévékészülék, ami lehetővé teszi háromdimenziós vizuális információ közvetítését, illetve háromdimenziós hatás keltését.

## A háromdimenziós prezentáció optikai háttere
A világot az ember azért láthatja három dimenzióban, mert két egymástól bizonyos távolságra lévő szemmel nézünk (binokuláris látás). A két szemünk között átlagosan 7 centiméter a távolság, így a két szem egymástól némileg eltérő szögből fogadja a beérkező képeket. Például, ha lenézünk a billentyűzet egy karakterére csak a bal szemünkkel, majd csak a jobb szemünkkel, akkor nagyjából ugyanazt a képet látjuk, csupán a perspektíva apró eltolódását érzékelhetjük, attól függően, hogy melyik szemmel nézünk a karakterre. Ezt nevezzük látószögelhajlásnak (parallaxis), ami kulcsfontosságú a mélységérzékeléshez. Az emberi agy felépítéséből következik, hogy amikor a jobb és a bal szemtől egyszerre érkezik két, perspektívájában enyhén eltérő kép, akkor az agy képes ezeket egyesíteni, oly módon, hogy érzékelhessük a látott tárgyak mélységét és távolságát.
Ha egy kisméretű tárgyat közelítünk az arcunkhoz, miközben csak az egyik szemünket tartjuk nyitva, megfigyelhető, hogy minél közelebb van a tárgy, annál nagyobb lesz a perspektivikus eltérés a jobb és a bal szemünk által észlelt képek között. Azonban, ha a tárgyat 1-2 méterre helyezzük el, és úgy nézünk rá az egyik majd a másik szemünkkel, akkor a perspektivikus különbség nagyon minimális. Ez a kísérlet segít megérteni, hogyan észleli agyunk a térbeli mélységet.

## Színszűrés, avagy az anaglif szemüveg
Az anaglif technikát 1853-ban dolgozta ki a lipcsei Wilhelm Rollmann. A néző egy színszűrő szemüveget visel, amelyben eltérő színű a jobb illetve a bal oldali lencse (egymás kromatikus ellentétei). A film vagy kép két egymást átfedő, de eltérő színezetű képrétegből áll, amelyek közül a jobb szem csak az egyik, a bal szem pedig csak a másik réteget láthatja. Így keletkezik a 3D-hatás. Ennek a technikának azonban számos hátránya van, éppen ezért nem terjedt el a házimozirendszerek világában.

## Polarizált szemüvegek
A 3D mozikban vetített filmek nézéséhez a polarizált szemüveg az ideális megoldás. Az IMAX 3D és a RealD mozik is a polarizált fény egyedi tulajdonságaival érik el a kimagaslóan jó 3D-s élményt. 
A fény polarizálásával képesek leszünk a fényt polarizációja alapján szűrni a különleges polarizáló fólia segítségével. Egy projektor két képet vetít egy különleges vászonra, amely megőrzi a visszatükröződő fény polaritását (ezeket a vásznakat ehhez általában ezüsttel vonják be). A két vetített kép polaritása merőleges egymásra. A polarizáló szemüveg lencséi eltérő polarizáló fóliával vannak bevonva, hogy egy lencse csak az egyik irányban polarizált fényt engedje át.
A végeredmény az, hogy a két szem két különböző képet lát, és ez 3D hatást eredményez. Valójában a kereskedelmi vetítőrendszerek, mint amilyen a RealD, egy speciális polarizált fény típust, az úgy nevezett körkörösen polarizált fényt alkalmazzák. A két kép jobb- illetve balsodrású körkörös polarizált fényként jelenik meg. A körkörösen polarizált fény előnye, hogy mozinézés közben oldalra dönthetjük a fejünket, anélkül, hogy ezzel romlana a kép kontrasztja vagy fényereje.

## Aktív képzáró szemüvegek
Az aktív képzáró megjelenítési technológia alapja, hogy a bal, illetve jobb szemnek szánt képek váltakozva jelennek meg egy hagyományos LCD TV képernyőjén. Azonban mivel így a másodpercenkénti képkockák száma egy szemre megfeleződik, a frissítési rátának kétszer akkorának kell lennie, mint egy standard LCD monitornál vagy tévnél (50 Hz). Ezért a „3D-ready” tévék minimum 100 Hz-es frissítési rátával rendelkeznek. A képzáró szemüvegek feladata, hogy megkülönböztessék a képernyőről érkező képeket, hogy mindegyik szem csak a neki szánt képet láthassa.
A speciális aktív képzáró szemüveg lencséi reteszként működnek, és összehangolt módon, felváltva záródnak a bal, illetve a jobb szem előtt, hogy azok rendre csak a megfelelő képet lássák a 3D tévéből. Az aktív képzáró szemüveget Bluetooth, infravörös vagy rádiójeles technológia hangolja össze a televízióval. Ezek a különleges szemüvegek folyadékkristályt tartalmaznak, amely elsötétedik, és így reteszként funkcionál. Ezzel a technológiával a bal szem csak a bal szemnek megjelenített képeket látja, a jobb szem pedig csak a jobb szem képeit.
Az aktív képzárós tévék és képernyők 2010 tavaszán érkeztek meg a boltok polcaira. Az újabb modellek már 240 Hz-es frissítési rátával rendelkeznek, amely sokkal gördülékenyebb 3D képet jelenít meg, és kisebb a kép vibrálása. A továbbfejlesztett frissítési ráta kifejezetten szembetűnő a gyorsan mozgó akció- és sportjeleneteknél.

## Külső hivatkozások
- 3D TV.lap.hu - linkgyűjtemény
- - 3D TV oldal